# Derck de Vilder
Pour les articles homonymes, voir de Vilder.
Derck de Vilder est un joueur de hockey sur gazon néerlandais évoluant au poste de défenseur au SV Kampong et avec l'équipe nationale néerlandaise,.

## Biographie
Derck est né le 23 novembre 1998 à Amsterdam.

## Carrière
Il a fait ses débuts en équipe première en 2018 à Perth lors d'un match amical contre l'Australie.

## Palmarès
- : 1er à l'Euro U21 en 2017.
- : 1er à la Ligue professionnelle 2021-2022.
- : 3e à l'Euro U21 en 2019.